# Hypostomus jaguribensis
Hypostomus jaguribensis är en fiskart som först beskrevs av Fowler, 1915.  Hypostomus jaguribensis ingår i släktet Hypostomus och familjen Loricariidae. Inga underarter finns listade i Catalogue of Life.